# Arichanna albomacularia
Arichanna albomacularia là một loài bướm đêm trong họ Geometridae.